# 天主教聖皮埃爾和密克隆群島宗座代牧區
天主教聖皮埃爾和密克隆群島宗座代牧區（拉丁語：Vicariatus Apostolicus Insularum Sancti Petri et Miquelonensis）是羅馬天主教一個已被撤銷的宗座代牧區，直屬教廷。
代牧區範圍位於聖皮埃爾和密克隆群島，前身的監牧區成立於1763年，1970年11月16日升為代牧區。2018年3月1日被撤銷，併入天主教拉羅謝爾教區。

2010年有教友5,989人，佔轄區總人口99.5%。教區下轄兩個堂區，有兩名司鐸。最後一任宗座代牧為伯多祿-馬利·加希。